# یخچال اینشتین

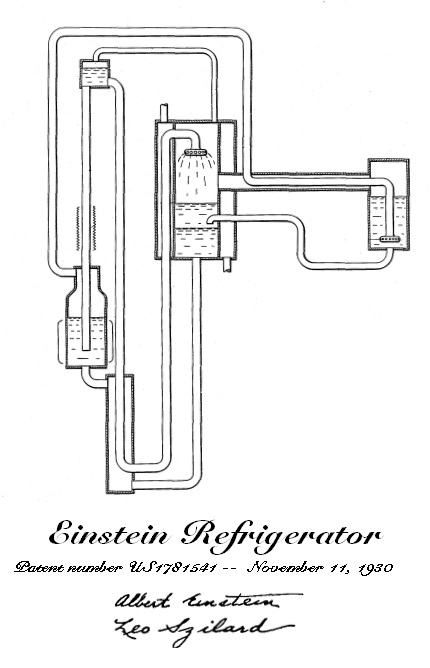
ثبت اختراع اینشتین و لیزارد.

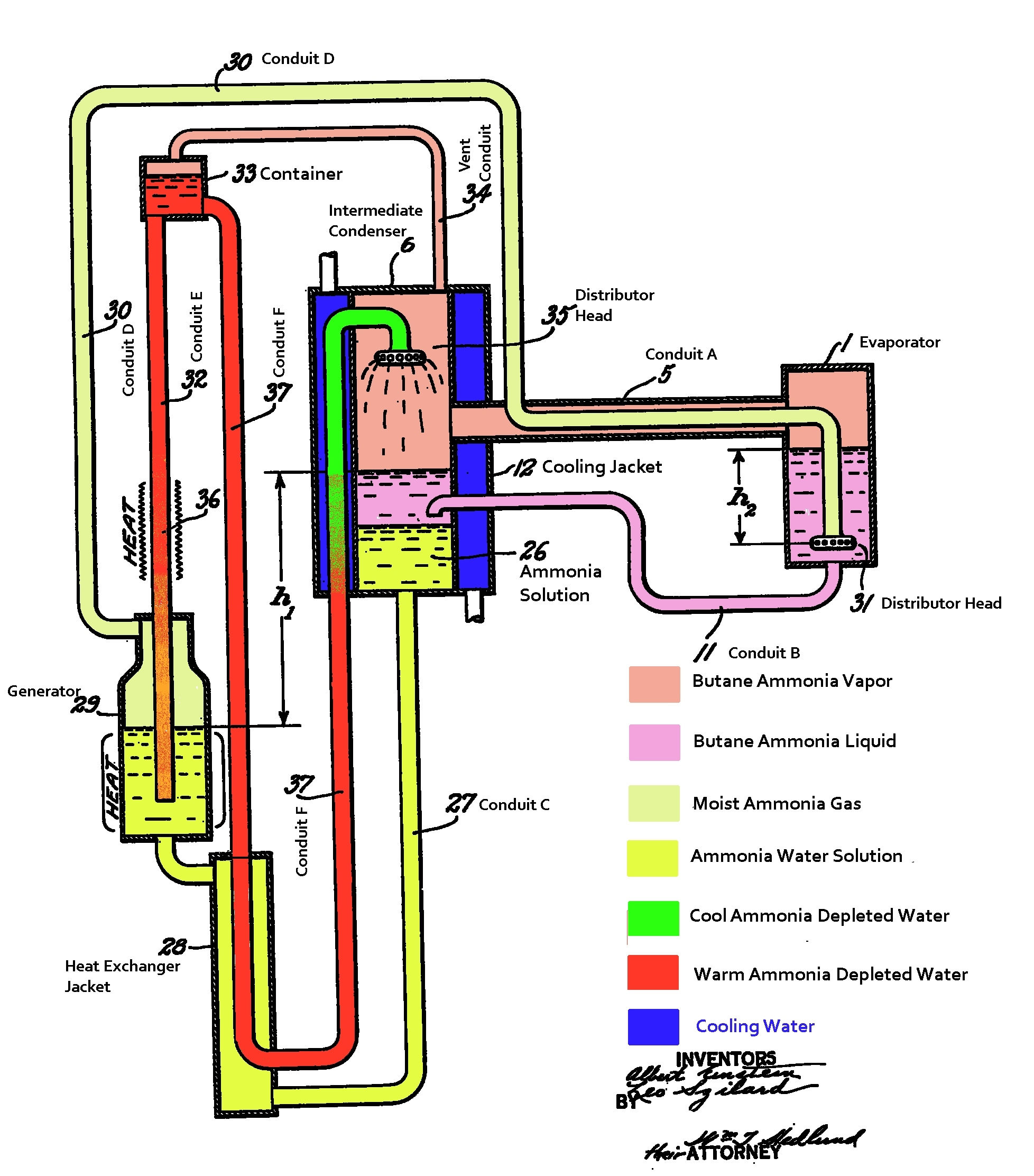
نقشهٔ زیرنویسی شدهٔ ثبت اختراع.

یخچال اینشتین یا یخچال اینشتین-زیلارد که انواعی از آن در گذشته بین ایرانیان به یخچال نفتی معروف بود، یک نوع وسیلهٔ سرمایش جذبی است که قطعات متحرک ندارد، در فشار ثابت کار می‌کند و برای کارکرد خود تنها به یک منبع گرمایی نیاز دارد. این دستگاه در سال ۱۹۲۶ میلادی، مشترکاً به وسیلهٔ آلبرت اینشتین و شاگردش لئو زیلارد ابداع شد و در ۱۱ نوامبر ۱۹۳۰ در ایالات متحده آمریکا به ثبت رسید. این روش یک طراحی رقیب برای ابداع بالتزار وُن پلاتن و کارل مونتِرز سوئدی بود که در ۱۹۲۲ انجام شده بود.